# Aristaeomorpha woodmasoni
Aristaeomorpha woodmasoni är en kräftdjursart som beskrevs av William Thomas Calman 1925. Aristaeomorpha woodmasoni ingår i släktet Aristaeomorpha och familjen Aristeidae. Inga underarter finns listade i Catalogue of Life.